# 内比都动物园
19°51′50″N 96°15′21″E / 19.863937°N 96.255815°E
内比都动物园（發音：[nèpjìdɔ̀ təɹeiʔsʰàɴ ʔṵjɪ̀ɴ]）位于緬甸首都内比都，是缅甸最大的动物园。内比都动物园位于仰光至曼德勒的公路上，面积达612英亩（247公頃），動物園於2008年军队节开业。内比都动物园内有420隻动物从仰光动物园（Yangon Zoological Gardens）中运来。
動物園內擁有象、鱷魚、虎、鹿、豹、猴甚至包含白虎、斑馬以及袋鼠等動物。在緬甸持續處於電力不足的情況之下，該園亦設置含空調的企鵝館。
根據2009年12月統計，園內共計89物種634隻動物，其中哺乳動物計34物種304隻；鳥類動物計44物種265隻；爬蟲動物計11物種65隻。

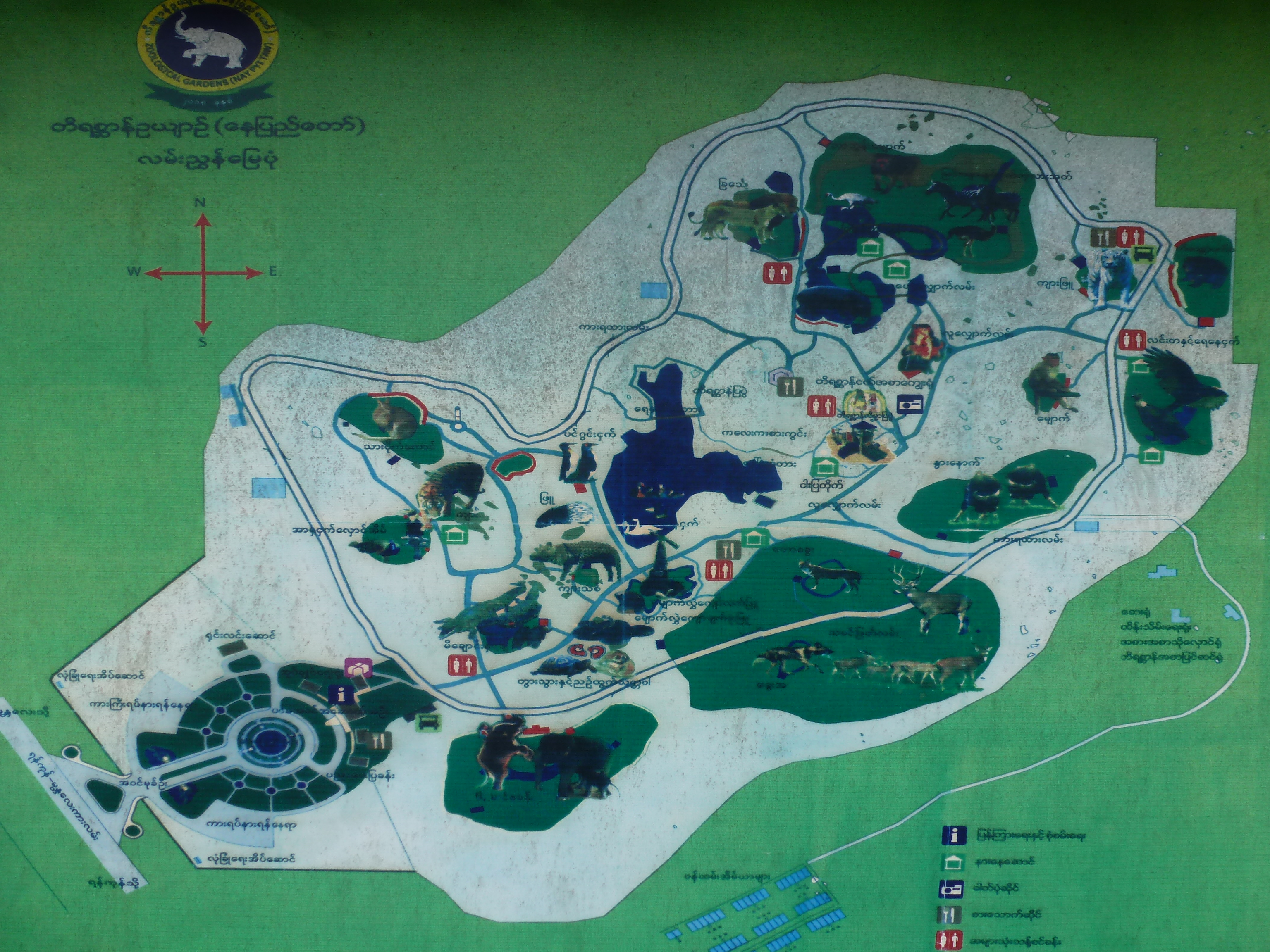
内比都动物园地图